# 花龍真吾
花龍 真吾（はなりゅう しんご、1956年10月28日 - ）は、花籠部屋、放駒部屋に所属した元力士。本名は周詞 真吾（しゅうじ しんご）。熊本県天草郡五和町（現・天草市）出身。身長179cm、体重112kg。最高位は東十両12枚目。得意技は左四つ、寄り、投げ。

## 経歴
祭りの相撲大会に駆り出された時に日本大学櫻丘高等学校の相撲部に所属していた部員に見出され、父も大の相撲好きだったので勧められて入門を決意した。
1974年5月場所に初土俵、1984年1月場所に本名の周詞 真吾で十両に昇進するも、途中休場し翌3月場所に幕下陥落。1984年9月場所に花龍 真吾の四股名で再十両を果たすも、3勝12敗の大敗を喫し翌11月場所に幕下陥落。十両在位は2場所に終わった。1985年末の花籠部屋閉鎖にともない、放駒部屋に移籍。1986年5月場所に引退（廃業）。

## 主な成績
- 通算成績：265勝229敗26休  勝率.536
- 十両成績：5勝15敗10休  勝率.250
- 現役在位：73場所
- 十両在位：2場所
- 各段優勝
  - 幕下優勝：1回（1984年7月場所）
  - 序ノ口優勝：1回（1974年7月場所）

### 場所別成績
| | 一月場所 初場所（東京） | 三月場所 春場所（大阪） | 五月場所 夏場所（東京） | 七月場所 名古屋場所（愛知） | 九月場所 秋場所（東京） | 十一月場所 九州場所（福岡） |
| --- | ----------------------- | ----------------------- | ----------------------- | --------------------------- | ----------------------- | --------------------------- |
| 1974年 （昭和49年） | x                       | x                       | （前相撲）              | 西序ノ口8枚目 優勝 6–1      | 東序二段51枚目 3–4      | 西序二段67枚目 3–4          |
| 1975年 （昭和50年） | 西序二段78枚目 5–2      | 東序二段39枚目 4–3      | 東序二段20枚目 4–3      | 東序二段3枚目 3–4           | 西序二段19枚目 5–2      | 東三段目68枚目 3–4          |
| 1976年 （昭和51年） | 東序二段8枚目 4–3       | 東三段目69枚目 5–2      | 東三段目41枚目 3–4      | 西三段目55枚目 3–3–1        | 西三段目70枚目 5–2      | 西三段目38枚目 5–2          |
| 1977年 （昭和52年） | 西三段目7枚目 3–4       | 西三段目17枚目 4–3      | 東三段目5枚目 4–3       | 西幕下49枚目 5–2            | 西幕下32枚目 4–3        | 西幕下23枚目 2–5            |
| 1978年 （昭和53年） | 西幕下45枚目 2–4–1      | 東三段目3枚目 5–2       | 西幕下37枚目 2–5        | 東幕下58枚目 5–2            | 東幕下32枚目 3–4        | 西幕下39枚目 3–4            |
| 1979年 （昭和54年） | 西幕下47枚目 5–2        | 東幕下29枚目 3–4        | 西幕下40枚目 2–5        | 西三段目2枚目 5–2           | 西幕下39枚目 3–4        | 西幕下51枚目 5–2            |
| 1980年 （昭和55年） | 西幕下31枚目 4–3        | 西幕下25枚目 4–3        | 西幕下20枚目 4–3        | 東幕下15枚目 1–6            | 東幕下38枚目 6–1        | 西幕下16枚目 3–4            |
| 1981年 （昭和56年） | 東幕下28枚目 3–4        | 西幕下37枚目 5–2        | 東幕下20枚目 3–4        | 東幕下28枚目 4–3            | 西幕下22枚目 4–3        | 西幕下16枚目 4–3            |
| 1982年 （昭和57年） | 東幕下24枚目 休場 0–0–7 | 東幕下24枚目 2–5        | 西幕下42枚目 3–4        | 西幕下60枚目 5–2            | 東幕下35枚目 2–5        | 東幕下53枚目 3–4            |
| 1983年 （昭和58年） | 東三段目9枚目 4–3       | 東幕下58枚目 6–1        | 東幕下26枚目 5–2        | 東幕下11枚目 4–3            | 西幕下7枚目 4–3         | 東幕下6枚目 5–2             |
| 1984年 （昭和59年） | 西十両13枚目 2–3–10     | 西幕下13枚目 休場 0–0–7 | 西幕下13枚目 4–3        | 西幕下9枚目 優勝 7–0        | 東十両12枚目 3–12       | 東幕下11枚目 1–6            |
| 1985年 （昭和60年） | 西幕下40枚目 5–2        | 東幕下24枚目 3–4        | 東幕下36枚目 4–3        | 東幕下28枚目 4–3            | 東幕下22枚目 4–3        | 東幕下18枚目 1–6            |
| 1986年 （昭和61年） | 東幕下45枚目 6–1        | 西幕下21枚目 5–2        | 東幕下13枚目 引退 3–4–0 | x                           | x                       | x                           |
| 各欄の数字は、「勝ち-負け-休場」を示す。 優勝 引退 休場 十両 幕下 三賞：敢=敢闘賞、殊=殊勲賞、技=技能賞 その他：★=金星 番付階級：幕内 - 十両 - 幕下 - 三段目 - 序二段 - 序ノ口 幕内序列：横綱 - 大関 - 関脇 - 小結 - 前頭（「#数字」は各位内の序列） |                         |                         |                         |                             |                         |                             |

## 改名歴
- 周詞（しゅうじ）1974年5月場所 - 1978年5月場所
- 天津龍 真吾（あまづりゅう しんご）1978年7月場所 - 1979年9月場所
- 周詞（しゅうじ）1979年11月場所 - 1982年3月場所
- 花龍（はなりゅう）1982年5月場所 - 1982年11月場所
- 周詞 真吾（しゅうじ しんご）1983年1月場所 - 1984年3月場所
- 花龍 真吾（はなりゅう しんご）1984年5月場所 - 1986年1月場所
- 周詞（しゅうじ）1986年3月場所 - 1986年5月場所